# Stephan Ertmer
Stephan Ertmer (ur. 28 października 1986) – niemiecki wioślarz.

## Osiągnięcia
- Mistrzostwa Europy – Ateny 2008 – czwórka bez sternika wagi lekkiej – 10. miejsce[1].
- Mistrzostwa Świata – Poznań 2009 – ósemka wagi lekkiej – 6. miejsce[1].